# Nachtfluglärm
Nachtfluglärm ist der Lärm, der von Flugzeugen während der Nachtstunden ausgeht. Unter Nacht wird im Allgemeinen der Zeitraum von 22:00 bis 6:00 Uhr verstanden. Nächtlicher Fluglärm kann gesundheitliche Folgewirkungen haben, beispielsweise Schlafstörungen bis hin zur Insomnie, Tagesmüdigkeit und Leistungsabbau sowie Herz-Kreislauf-Erkrankungen und nach neuesten Erkenntnissen (zum Beispiel laut der NORAH-Studie) auch Depressionen. Die gesundheitlichen Beeinträchtigungen gehen über das Maß einer Befindlichkeitsstörung oder Belästigung hinaus. Der Schlaf hat wesentliche, regenerative Funktionen, er interagiert mit lebenswichtigen autonomen Funktionen wie Atmung und Kreislauf, er stärkt das Immunsystem und transportiert Gelerntes ins Langzeitgedächtnis.

## Gesundheit
Die gesundheitlichen Folgen hängen von der Fluglärm-Exposition ab, also in erster Linie von Faktoren wie der Lautstärke des Geräusches am Ohr des Schläfers und der Häufigkeit der auftretenden Lärmereignisse. Ein Lärmereignis kann je nach Schlafphase des Betroffenen (siehe Schlafrhythmus) verschiedene Auswirkungen haben.
Über das Ausmaß der fluglärmbedingten gesundheitlichen Störungen wird bis heute – auch wissenschaftlich – gestritten, da die Fluglärmforschung zu teils sehr unterschiedlichen Ergebnissen kommt. Epidemiologische Studien sollen dazu dienen, dauerhafte Auswirkungen auf die Gesundheit größerer Bevölkerungsgruppen zu erfassen. Daneben gibt es Labor- oder Feldstudien, die ebenfalls die Wirkung des Lärms auf den Menschen abbilden sollen. Die methodisch zum Teil sehr aufwändige Labor- und Feldstudie des Instituts für Luft- und Raumfahrtmedizin des Deutschen Zentrums für Luft- und Raumfahrt wird u. a. von einer Ärzteinitiative kritisiert, da bereits bei der Auswahl der Probanden eine Selektion vorgenommen wurde (Verzicht auf erkrankte Personen, Senioren und Kinder). Kinder werden aus ethischen Gründen grundsätzlich nicht in experimentelle Untersuchungen einbezogen. Es stand ausschließlich der gesunde Mensch im Mittelpunkt der Untersuchung, wobei die Bewertung der Lärmbeeinträchtigung durch Analyse der Anzahl von Aufwachreaktionen, der Ausscheidung von Stresshormonen und der Leistungsfähigkeit erfolgte. Eine Studie des DLR kommt zu dem Ergebnis, dass die Schwelle für fluglärminduzierte Aufwachreaktionen sehr viel niedriger anzusetzen ist, nämlich bei einem Pegel von etwa 33 dB(A).
Eine epidemiologische Studie von Eberhard Greiser, dem ehemaligen Direktor des Bremer Institut für Präventionsforschung und Sozialmedizin, steht ebenfalls in der Kritik. So seien Faktoren wie Vorerkrankungen, Lebensumstände und soziale Gegebenheiten nicht berücksichtigt. Weiterhin problematisch sei die Beschränkung im ursprünglichen Studiendesign auf ausschließlich gesetzlich Krankenversicherte. Allerdings bestätigt die Studie auch frühere Forschungsergebnisse. So waren in einer Studie im Auftrag des Umweltbundesamtes statistisch gesicherte Zusammenhänge zwischen Lärm und Bluthochdruck in der Umgebung des Flughafens Köln-Bonn gefunden worden. Andere Faktoren, die den Bluthochdruck beeinflussen, wie zum Beispiel Lebensalter und Körpergewicht, waren dabei berücksichtigt worden.
In der sogenannten LARES-Studie am „Berliner Zentrum Public Health“ (Technische Universität Berlin) wurden Zusammenhänge zwischen Belästigung und Erkrankungsrisiko in Bezug auf Lärm untersucht. Die Auswertung zeigt, dass bereits chronische mittelmäßige Belästigung durch Lärm für Erwachsene mit einem erhöhten Risiko für Bronchitis, Depression und Migräne verbunden war. Die Auswertung für starke Belästigung zeigt, dass starke chronische Fluglärmbelästigung als eine ernstzunehmende Gesundheitsgefährdung eingestuft werden muss. Die Erkrankungsrisiken für Asthma und Bluthochdruck sind demnach stark erhöht.
Bezüglich der Schlafstörungen aufgrund von Lärm empfiehlt die Weltgesundheitsorganisation (WHO) in ihren „Guidelines for Community Noise“ (1999), dass Mittelungspegel im Schlafraum 30 dB(A) und Maximalpegel 45 dB(A) nicht überschreiten sollten.
An vielen europäischen Flugplätzen gilt ein Nachtflugverbot. In Deutschland besitzen einige Airports, z. B. der Flughafen Hahn, eine unbeschränkte Nachtfluggenehmigung. Am Flughafen Köln/Bonn und am Flughafen Hannover finden ebenfalls mit Einschränkungen Nachtflüge statt. So sind an diesen Flughäfen lediglich Flugzeuge erlaubt, die in ICAO-Kapitel 3 eingestuft und auf der Bonusliste des Bundesministeriums für Verkehr, Bau- und Stadtentwicklung (BMVBS) aufgeführt sind. Zudem sind am Flughafen Köln/Bonn nur drei der sechs An- und Abflugrichtungen in der Nacht geöffnet. Die Effektivität der „Kapitel-3-Bonuslisten-Regelung“ ist allerdings eingeschränkt, da auf ihr nur wenige Kapitel-3-Flugzeuge nicht aufgeführt sind (vgl. Nachtflugverbot).
An anderen Flugplätzen gibt es teilweise Ausnahmen für Fluggesellschaften, die ihre Basis oder einen Wartungsschwerpunkt am betreffenden Flughafen haben. So wird in der Praxis das Nachtflugverbot am Flughafen Düsseldorf eingeschränkt, da Fluggesellschaften mit einem Wartungsschwerpunkt am Flughafen bei Verspätungen bis 24:00 Uhr landen können bzw. ab 05:00 Uhr landen können.
Flughafenbetreiber versuchen, durch Schallschutzprogramme den Fluglärm für die Betroffenen zu reduzieren, in dem sie beispielsweise die Kosten zur Installation von Schallschutzfenstern (passiver Schallschutz) oder Lüftern übernehmen.

## Messung

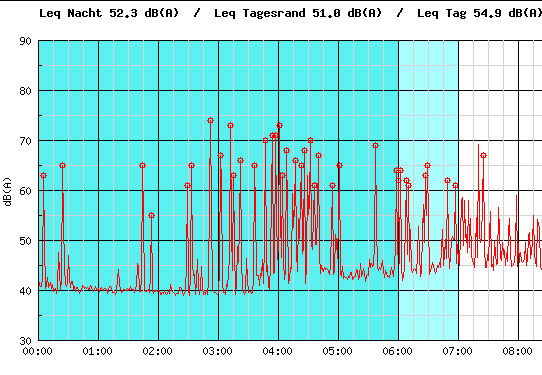
Ausschnitt einer Fluglärm-Messung einer privaten Lärm-Messstation (DFLD) während des Zeitraums 00:00 bis 08:00 Uhr

Fluglärm-Messungen erfolgen durch die Flughäfen selbst, die dazu gesetzlich verpflichtet sind bzw. durch kommunale und private Mess-Stationen. Flughäfen veröffentlichen in der Regel nur den Dauerschallpegel in Form von Monatsmittelwerten, die keine Aussage über Einzelschallereignisse oder Maximalpegel erlauben. Einzel-Schallpegel durch einzelne Überflugereignisse (in der Nacht) werden durch Flughäfen meist nicht veröffentlicht. Die Veröffentlichung von privaten Messergebnissen des Einzel-Schallpegels ergänzt somit die Veröffentlichungen der Flughäfen und erlaubt es vom Fluglärm betroffenen Bürgern, sich anhand von konkreten Lärmpegeln einzelner Überflugereignisse zu beschweren.
- Siehe: Deutscher Fluglärmdienst

## Politik
Umweltpolitisch engagierte Parteien, zahlreiche Fluglärminitiativen und auch die Ärzteinitiative für ungestörten Schlaf e.V. sowie das Ärztenetz Spessart fordern im Rahmen der Novelle des Gesetzes zum Schutz gegen Fluglärm die Festlegung schärferer Lärmgrenzwerten, zum Beispiel nachts 45 dB als obere Grenze für den A-bewerteten äquivalenten Dauerschallpegel, die Definition einer Kernruhezeit (22:00 bis 6:00 Uhr) und die Einrichtung eines Nachtflugverbotes, und die sofortige Umsetzung der geforderten Schutzziele und -maßnahmen.
Der Bundestag hat im Dezember 2006 die Novellierung des Fluglärmschutzgesetzes beschlossen. Für nächtlichen Fluglärm in den neuen Nachtschutzzonen ist ein Dauerschallpegel (außen) von 55 dB(A) als Grenzwert für die Einrichtung von passivem Schallschutz formuliert worden. Die Bundesvereinigung gegen Fluglärm kritisiert die Grenzwerte des Fluglärmgesetzes, weil sie Anforderungen der Prävention nicht genügend berücksichtige. Aktiver Lärmschutz wurde in dem Fluglärmschutzgesetz nicht vorgesehen. Ebenso als problematisch gelten diverse Ausnahmen von den im Gesetz vorgesehenen Baubeschränkungen innerhalb der Lärmschutzzonen, die einer Prävention entgegenlaufen und gleichermaßen von Fluglärminitiativen und ökonomischen Akteuren kritisiert werden.
Der Einführung einer generellen Kernruhezeit ist aus Sicht der im Luftverkehr agierenden Unternehmen problematisch, da gewisse Verkehre (z. B. Expressfracht) auf den Umschlag in der Nacht angewiesen sind. Auch müsse in den Nachtrandzeiten geflogen werden, um Flughafen und Flugbetrieb gewinnorientiert betreiben zu können.
Wie das Beispiel Leipzig zeigt, kann der Flugbetrieb allerdings für wirtschaftliche Dienstleistungen eingeschränkt zugelassen werden (hier sind Landungen für Frachtgüter in der Nacht zugelassen, aber kein Passagierflugbetrieb).